# Opération Musikron
Opération Musikron (titre original : Operation Syndrome, publiée aussi sous le titre Nightmare Blues) est une nouvelle de science-fiction de Frank Herbert, parue en juin 1954 dans Astounding Science Fiction.

## Parutions

### Parutions aux États-Unis
La nouvelle est parue en juin 1954 dans Astounding Science Fiction.
En dernier lieu, la nouvelle a été publiée dans The Collected Stories of Frank Herbert (2014, réédition en 2016).

### Parutions en France
La nouvelle est parue en langue française :
- dans Le Livre d'or de la science-fiction : Frank Herbert, éd. Pocket, coll. « Science-fiction », no 5018, 1978 ; réédité ensuite par le même éditeur sous le titre Le Prophète des sables ;
- dans Nouvelles - 1 : 1952-1962  (ISBN 978-2-84344-976-5), éd. Le Bélial', coll. « Kvasar », 2021, pages 37 à 82 ; réédition, Gallimard, coll. « Folio SF » no 721, 2023.

### Parutions dans d'autres pays
La nouvelle est parue :
- en langue allemande : Epidemie des Wahnsinns (1974) ;
- en langue croate : Mora (1984) ;
- en langue italienne : Operazione Sindrome (1988).

## Résumé
Certaines villes, dont récemment Karachi, Los Angeles et Honolulu, ont été touchées par le « Syndrome de Brouillage » qui entraîne une sorte de folie collective, à la suite de laquelle on dénombre des centaines de morts. 
Le docteur Eric Ladde, psychiatre, rencontre Colleen Lanai qui est la compagne de Pete Serantis. Eric Ladde en vient à faire un lien entre le Musikron, un instrument qui capte les ondes mentales des gens pour les restituer sous forme d'ondes, utilisé par Pete Serantis, et le Syndrome de Brouillage. Il fait part de son hypothèse auprès de Colleen mais celle-ci, dans un premier temps, refuse de le croire. Mais dans un second temps, elle lui remet sous le couvert du secret une copie des plans du Musikron. 
Eric Ladde va donc essayer de créer un instrument qui pourrait empêcher le Musikron d'être de nouveau utilisé par Pete Serantis. Il n’a que quelques heures pour agir et l'enjeu est de taille : la ville et l'agglomération de Seattle pourraient être les prochaines victimes du Musikron et du Syndrome de Brouillage.